# Bend (Oregon)
Bend é uma cidade localizada no estado norte-americano de Oregon, no Condado de Deschutes.
A cidade é notável por possuir a última loja da rede Blockbuster nos Estados Unidos.

## Demografia
Segundo o censo norte-americano de 2000, a sua população era de 52.029 habitantes. 
Em 2006, foi estimada uma população de 71.892, um aumento de 19863 (38.2%).

## Geografia
De acordo com o United States Census Bureau tem uma área de 
83,5 km², dos quais 82,9 km² cobertos por terra e 0,6 km² cobertos por água. Bend localiza-se a aproximadamente 1106 m acima do nível do mar.

## Localidades na vizinhança
O diagrama seguinte representa as localidades num raio de 36 km ao redor de Bend. 